# Makedonska arhitektura
Skupine ljudi, ki so se naselile ali nadzorovale ozemlje današnje Severne Makedonije, so na državo vplivale na številne načine, eden najvidnejših je arhitektura. Te skupine ljudi vključujejo Pajonce, Ilire, antične Makedonce, Rimljane, Bizantince, Bolgare, Srbe, Osmane, Jugoslovane in etnične Makedonce.

## Zgodnja arhitektura
Najzgodnejši primeri arhitekturne dejavnosti v Severni Makedoniji izvirajo iz neolitika in so sestavljeni iz struktur, povezanih s kulturo megalita. Observatorij Kokino je četrti najstarejši megalitski observatorij na svetu. Najdišče je sestavljeno iz kamnov, oblikovanih na način, ki omogoča opazovanje nebesnih teles.

## Arhitekturae antične Makedonije
Ostanki arhitekture iz časov starega makedonskega kraljestva so raztreseni po vsej Severni Makedoniji, predvsem na jugu nekdanjega ozemlja Makedonije.
Heraclea Lyncestis, ustanovljena sredi 4. stoletja pr. n. št., je bila pomembno strateško mesto, saj je na zahodu mejila na Epir, na severu pa na Peonijo. Rimska arhitektura danes prevladuje na najdišču zaradi nivoja izkopanin, ki razkrivajo plasti iz rimskih časov.
Antično gledališče v današnjem Ohridu je bilo zgrajeno v 1. stoletju pr. n. št.  Bil je del starodavnega mesta Lychnidos. Je rekonstruirano in danes v uporabi. Njegova lega med dvema gričema, ki ga obkrožata, ga varujeta pred vetrovi, ki bi lahko motili akustiko med nastopi.

## Rimska arhitektura
Rimska arhitektura je raztresena po vsej državi. Skopje je dom nekaj primerov te vrste arhitekture. Eden je skopski akvadukt, edini akvadukt v Severni Makedoniji. Sestavljen je iz 55 kamnitih lokov. Drug primer je Scupi. Čeprav od tega arheološkega najdišča ni veliko ostankov, so grobišča in gledališče nekoliko vidna.
Čeprav so jo ustanovili stari Makedonci, je večina ostankov Heraclea Lyncestis iz rimske zasedbe. Ti ostanki so portik in veliko gledališče.
Drugi primeri rimske arhitekture v Severni Makedoniji so številne rimske ruševine v in okoli mesta Strumica. Ena največjih so dobro ohranjene rimske terme, zgrajene v času pozne antike.

## Srednjeveška bolgarska in srbska arhitektura
Od leta 893 našega štetja do 13. stoletja je nekaj ali vso današnjo Severno Makedonijo nadzorovalo Prvo bolgarsko cesarstvo in Drugo bolgarsko cesarstvo. Posledica tega so bile stavbe, skoncentrirane zlasti v Ohridu, ki je bil prestolnica Prvega bolgarskega cesarstva od leta 968/972 do leta 1018 našega štetja.  To vključuje zgodovinske cerkve in samostane, kot so cerkev svete Sofije, samostan svetega Nauma in cerkev sv. Klimenta in Pantelejmona.
Do leta 1345 je kralj Srbskega cesarstva Štefan Dušan zavzel polovico Balkana, vključno z regijo Makedonije, in se razglasil za novega cezarja. Srbi so vladali ozemlju sodobne Severne Makedonije do konca 14. stoletja. Med svojo vladavino so zgradili znamenito arhitekturo, kot so samostan Psača, Markovi kuli in cerkev svetega Jurija.

## Bizantinska arhitektura
Bizantinska arhitektura je ena najvidnejših oblik arhitekture v Severni Makedoniji. Večinoma ga vidimo v cerkvah in samostanih, kot je samostan Treskavec pri Prilepu.

## Osmanska arhitektura
Osmani so ozemlje današnje Makedonije nadzorovali približno pet stoletij. Svoj pečat so pustili s številnimi mošejami in drugimi islamskimi stavbami, ki so jih zgradili.
V nekaterih delih Skopja, zlasti v starem mestnem jedru, prevladuje osmanska arhitektura. Mošeja Mustafa paše je ena najbolj znanih osmanskih stavb v Severni Makedoniji. Zgrajena leta 1492 je mošeja kvadratne oblike, premer kupole pa je 16 metrov. Stebri verande so okrašeni s kapniškimi dekoracijami, ki so značilne za osmansko arhitekturo.
Osmansko arhitekturo je mogoče videti tudi v Bitoli in Tetovu.

## Arhitektura 19. stoletja
Primeri neoklasične ali baročne arhitekture so po vsej državi, vendar so lahko redki in omejeni na eno stavbo na mesto. V Skopju (palača Ristiḱ) je mogoče videti neoklasično arhitekturo. Izjema od tega vzorca je Bitola. Ulica Širok Sokak je polna neoklasične in baročne arhitekture ter gotske katoliške cerkve.
- Skopje center v prvi polovici 20.st
- Narodno gledališče v Skopju in trdnjava Kale pred potresom leta 1963
- Palača Ristiḱ v Skopju

## Jugoslavansko obdobje

### Medvojni modernizem
Jugoslovanska arhitektura se je pojavila v prvih desetletjih 20. stoletja pred nastankom države; v tem obdobju so številni južnoslovanski ustvarjalci, navdušeni nad možnostjo državnosti, organizirali vrsto umetniških razstav v Srbiji v imenu skupne slovanske identitete. Po centralizaciji vlade po ustanovitvi Kraljevine Jugoslavije leta 1918 je ta začetni entuziazem od spodaj navzgor začel bledeti. Jugoslovansko arhitekturo je vse bolj diktirala vse bolj koncentrirana nacionalna oblast, ki si je prizadevala za vzpostavitev enotne državne identitete.
Od leta 1920 so se jugoslovanski arhitekti začeli zavzemati za arhitekturni modernizem, ki je na slog gledal kot na logično nadaljevanje progresivnih nacionalnih pripovedi. Skupina arhitektov modernega gibanja, organizacija, ki so jo leta 1928 ustanovili arhitekti Branislav Đ Kojić, Milan Zloković, Jan Dubovy in Dušan Babić, si je prizadevala za široko sprejetje moderne arhitekture kot nacionalnega sloga Jugoslavije, da bi presegli regionalne razlike. Kljub tem premikom je bilo zaradi različnih odnosov do Zahoda sprejetje modernizma v Jugoslaviji med drugo svetovno vojno nedosledno; medtem ko sta bili najzahodnejši republiki Hrvaška in Slovenija seznanjeni z zahodnim vplivom in sta želeli sprejeti modernizem, je bila dolgo osmanska Bosna temu bolj odporna. Med vsemi jugoslovanskimi mesti ima Beograd največjo koncentracijo modernističnih stavb.
- Mestno bolnišnico Skopja je leta 1930 zasnoval Drago Ebler
- Stara avtobusna postaja Skopje

### Socialistični realizem (1945–48)
Takoj po drugi svetovni vojni je kratka povezava Jugoslavije z vzhodnim blokom začela kratko obdobje socialističnega realizma. Centralizacija znotraj komunističnega modela je vodila v odpravo zasebnih arhitekturnih praks in državnega nadzora stroke. V tem obdobju je vladajoča komunistična partija obsodila modernizem kot buržoazni formalizem, potezo, ki je povzročila trenja med narodno predvojno modernistično arhitekturno elito.

### Socialistični modernizem
Socialistična realistična arhitektura v Jugoslaviji se je nenadoma končala z razhodom Josipa Broza Tita s Stalinom leta 1948. V naslednjih letih se je narod vse bolj obračal proti Zahodu in se vračal k modernizmu, ki je bil značilen za predvojno jugoslovansko arhitekturo. V tem obdobju je modernistična arhitektura začela simbolizirati odcepitev naroda od ZSSR (pojem, ki se je kasneje zmanjšal z vse večjo sprejemljivostjo modernizma v vzhodnem bloku).
- Pravoslavna katedrala svetega Klementa Ohridskega Slavko Brezoski, Skopje, 1972
- Stokovna Kukja Slavka Brezoskega, Skopje, 1962
- Rabotnički Dom Slavka Brezoskega, Skopje, 1963
- Hotel Neda Slavko Brezoski, Galičnik, 1983
- Hotel Slavija Slavka Brezoskega, 1960-ta
- Stanovanjski blok 'Papagal' Slavka Brezoskega, 1957

### Spomeniki
V tem obdobju se je jugoslovanski odmik od sovjetskega socialističnega realizma združil s prizadevanji za obeleževanje druge svetovne vojne, kar je skupaj privedlo do nastanka ogromne količine abstraktnih kiparskih vojnih spomenikov.

### Brutalizem
V poznih 1950-ih in zgodnjih 1960-ih je v Jugoslaviji privržence začel pridobivati brutalizem, zlasti med mlajšimi arhitekti, na trend, na katerega je verjetno vplivala razpustitev Congrès Internationaux d'Architecture Moderne leta 1959.
Naraščajoči vpliv brutalizma v državi je bil najvidnejši primer prizadevanj za obnovo Skopja po uničujočem potresu leta 1963. Japonski arhitekt Kenzo Tange je igral ključno vlogo pri spodbujanju brutalizma v mestu in je šel tako daleč, da je predlagal popolno prenovo Skopja v tem slogu.
Potres je uničil 80 % mesta, prizadevanja za obnovo so prejela mednarodno pozornost in svet je k prizadevanjem za obnovo prispeval stoletje sodobnega arhitekturnega znanja. Med zmagovalnimi ekipami so bili Kenzo Tange (Japonska), Johannes van den Broek in Jaap Bakema (Nizozemska), Luigi Piccinato (Italija), Maurice Rotival (ZDA), Aleksandar Dordevik (Jugoslavija), Edvard Ravnikar (Jugoslavija), Radovan Mischevik in Fedor Wenzler (Jugoslavija) in Slavko Brezoski (Jugoslavija). Posledica potresa je bil razvoj glavnega urbanističnega načrta za mesto, ki je bil navdihnjen z mednarodnega vidika s poudarkom na družbeni in urbani modernizaciji, ki je bil katalizator arhitekturnega razvoja Skopja in Makedonije.
- Model glavnega načrta Skopja Kenzo Tange
- Študentski dom (1971) Georgija Konstantinovskega v Skopju
- Kampus Univerze v Skopju Marka Mušiča, 1974
- Muzej sodobne umetnosti Makedonije (1970) v Skopju[15]
- Glavna pošta Skopje (1974) Janka Konstantinova v Skopju
- Hidrometeorološki zavod (1979) Krsta Todorovskega v Skopju

### Decentralizacija
S politikami decentralizacije in liberalizacije v 1950-ih v SFR Jugoslaviji se je arhitektura vse bolj lomila po etničnih mejah. Arhitekti so se vse bolj usmerjali v gradnjo s sklicevanjem na arhitekturno dediščino posameznih socialističnih republik v obliki kritičnega regionalizma.  Naraščajoče razlikovanje med posameznimi etničnimi arhitekturnimi identitetami znotraj Jugoslavije se je zaostrilo z decentralizacijo prej centraliziranega organa za ohranjanje zgodovine leta 1972, kar je posameznim regijam zagotovilo dodatno priložnost za kritično analizo lastnih kulturnih pripovedi.

## Sodobna arhitektura
Večina sodobnih stavb v Severni Makedoniji je v središču Skopja. En primer je MRT Center (nacionalna televizijska postaja), ki se dviga na 70,10 m, kar je bila najvišja stavba v državi do leta 2013, ko so bili zgrajeni Cevahir Towers.
Primere moderne arhitekture najdemo tudi v drugih mestih, predvsem v Bitoli in Gostivarju.

### Skopje 2014
Skopje 2014 je bil projekt, katerega namen je bil prestolnici Skopje dati neoklasicističen pečat z gradnjo več stavb, večinoma v neoklasicističnem slogu, in spreminjanjem fasad modernističnih stavb, da bi izgledale neoklasično, kar je naletelo na kritike arhitektov kot kič. Vpliv projekta je še vedno sporen zaradi resnega vpliva, ki ga ima na škodljive standarde in smernice, ki jih je mednarodna generacija arhitektov pripravila za razvoj mesta kot arhitekturnega in družbenega ekosistema.

## Posamezni tipi

### Makedonska hiša
Makedonska hiša je zaradi visokega potresnega območja in dragih zemljiških parcel v Makedoniji ekonomično grajena z lesom in kamnom ter glino in trstiko.
Spodnji pritlični del je polkletno grajen v celoti s kamnom, ki se na vsak meter podpira na lesene tramove. Vsako naslednje nadstropje je v obsegu večje od prejšnjega in je grajeno s kamnom, trstiko in glino. Notranjost je praviloma prepleskana in poslikana, medtem ko so stropi oblečeni v les z raznimi izrezljanimi okraski. Vsaka hiša ima praviloma tudi balkon (čardak). Oblike hiš so največkrat kockaste ali pravokotne, z značilnim kamnitim pritličjem in belo obarvanimi nadstropji, ki imajo okrašene robove in okna z lesenimi letvami.
Največ klasičnih makedonskih hiš je ohranjenih v Ohridu, Kratovu, Štipu in Kruševu. Ohridsko staro mestno jedro je tudi zaščiteno pod okriljem Unesca.

### Makedonski gradovi in mesta
Ostanki makedonskih gradov so vidni skoraj v vsakem večjem mestu. V 9. stoletju so že bila razvita slovanska mesta, ki so v času carja Samuela predstavljala resno oviro Bizantinskem cesarstvu, to so bila mesta Voden (Edessa), Kostur (Kastoria), Pelagonija, Ohrid, Prilep, Ser (Serres), Skopje, Štip in druga.
Mesto se je delilo na zgornji in spodnji del, v zgornjem delu so prebivali plemiči in pomembnejši ljudje, v spodnjem pa nižji razredi ljudi. Zgornji del mesta je imel utrdbo za varovanje, spodnji pa samo obzidje okoli celotnega mesta.
Gradovi, oziroma trdnjave, so bile grajene na visoko ležečih položajih, tako da je bil dostop do njih otežen zaradi lege pokrajine, obenem pa so lahko nadzirali prehode.
Obzidja so bila masivno grajena s kamnom in lesom, s številnimi vrati.
Danes najbolje ohranjena so, Samuelova utrdba v Ohridu (Samuilova tvrdina), kjer je celo staro mestno jedro zajeto za obzidjem, Skopska trdnjava (Skopsko kale), ki je bila do uničujočega potresa nepoškodovana, danes pa je ostal samo del obzidja in nekaj stolpov, Markov grad v Prilepu (Markovi kuli), Štipski grad (Isar) in Strumiški grad (Carevi kuli), ki pa ni obnovljen; na njegovi lokaciji je vzorno vzdrževana restavracija z nekaj apartmaji.

### Cerkve in samostani
Krščanstvo v Makedoniji se začne s prihodom apostola Pavla v Makedonijo in krstom Lidije Makedonke. Arhitektura makedonskih cerkva se začne odražati šele v času Klemna Ohridskega in carja Samuela. Osnova cerkve je bila zarisana z gradnjo stolnice Hagije Sofije v Konstantinoplu, ki je postala osnova izgradnje pravoslavnih cerkva na Balkanskem polotoku. Vseeno se arhitektura makedonskih cerkva med vladavino carja Samuela karakteristično razlikujejo od bizantinskih, saj se na Ohridu začne uveljavljati makedonska arhitekturna šola, ki jo začne sveti Kliment Ohridski, z gradnjo templja, cerkve sv. Pantelejmona, leta 893. To je obenem tudi prvi makedonski krščanski in učni tempelj, zgrajen na ruševinah stare bazilike s tremi kupolami, z obnavljanjem nekaterih originalnih delov in dodajanjem novih ovalnih oblik.
Podobno je tudi z izgradnjo cerkve Sv. Nadangela, zgrajeno na južnem bregu Ohridskega jezera, kasneje preimenovano v Samostan svetega Nauma. Konec 10. stoletja se gradnjo s tremi kupolami nadomesti s štirimi, kar je vidno v cerkvi Sv. Leontina in cerkvi Sv. Device Eleuse v Strumici.
Med najbolj uradne cerkvene arhitekture v Severni Makedoniji se uvršča stolnica Sv. Sofija v Ohridu, ki jo je prenovil arhiepiskop Leo, med letoma 1037 in 1056. Cerkev danes služi kot kulturni spomenik; v njej ne opravljajo verskih obredov. Ohrid ima 365 cerkva.

### Mošeje in turški vpliv
Mošeje v Severni Makedoniji se začnejo pojavljati po zavzetju Osmaskega cesarstva. Turška kultura začne močno vplivati na arhitekturo z vnosom islama v urbano življenje.
Cerkev je bila nadomeščena z mošejo, kot center verske arhitekture. V utrjenih mestih se začnejo pojavljati han, karavanseraj, hamam (turško kopališče), ki skupaj z mošejami in bezistani (pokrita tržnica) tvorijo mestno jedro. Vtis turške arhitekture je zelo dobro viden v skopskem starem delu mesta Stara čaršija in Tetovu.
Evliya Čelebi je v svojih popotovanjih zapisal 120 templjev v Skopju, od tega 45 mošej. Najbolj znana med njimi in najbolje ohranjena je Isa begova mošeja zgrajena leta 1438. Ena najlepših mošej v Evropi pa je Tetovska Šarena džamija, zgrajena v 16. stoletju v turškem baročnem slogu.
Zelo dobro ohranjena so tudi turška kopališča - Duata paše hammam in Čifte hamam, ki služijo kot mestne knjižnice, turško gostišče Kuršumli han zgrajen 1540, s 60-imi sobami in konjušnico za 100 konj. Leta 1877 je bil spremenjen v zapor, danes pa služi kot gledališče za poletne dramske igre.